# Ассан Сісей
Ассан Сісей (англ. Assan Ceesay, нар. 17 березня 1994, Банжул) — гамбійський футболіст, нападник саудівського «Дамака» і національної збірної Гамбії.

## Клубна кар'єра
Народився 17 березня 1994 року в місті Банжул. Вихованець футбольної школи місцевого «Гамтела». Дорослу футбольну кар'єру розпочав 2011 року в основній команді того ж клубу, в якій провів три сезони. 
Згодом протягом 2014–2016 років грав у Сенегалі за «Каса Спортс», звідки був запрошений до швейцарського «Лугано». У своєму дебютному сезоні в Європі провів 13 ігор, після чого був відданий в оренду здобувати досвід до друголігового «К'яссо».
Повернувшись з оренди до «Лугано» влітку 2018 року, досить швидко отримав пропозицію продовжити кар'єру в «Цюриху», де відразу почав мати регулрну ігрову практику. Першу половину 2020 року провів в оренді в команді німецької Другої Бундесліги «Оснабрюк», після чого продовжив захищати кольори «Цюриха».
У червні 2022 року перебрався до італійського «Лечче», в якому відразу став гравцем основного складу, провівши у такому статусі один сезон.
16 серпня 2023 року став гравцем саудівського «Дамака».

## Виступи за збірну
2013 року дебютував в офіційних матчах за національну збірну Гамбії. У її складі був учасником Кубка африканських націй 2021 року в Камеруні.
| Дата       | Місто       | Господарі        | Результат               | Гості                            | Турнір                                      | Голи | Примітки |
| ---------- | ----------- | ---------------- | ----------------------- | -------------------------------- | ------------------------------------------- | ---- | -------- |
| 7-9-2013   | Бакау       | Гамбія           | 2 – 0                   | Танзанія                         | Відбір до ЧС 2014                           | -    | 86'      |
| 9-6-2015   | Кампала     | Уганда           | 1 – 1                   | Гамбія                           | товариський матч                            | -    | 49'      |
| 13-6-2015  | Дурбан      | ПАР              | 0 – 0                   | Гамбія                           | Відбір до Кубка африканських націй 2017     | -    | 53'      |
| 13-10-2015 | Віндгук     | Намібія          | 2 – 1                   | Гамбія                           | Відбір до ЧС 2018                           | -    | 81'      |
| 9-9-2016   | Лімбе       | Камерун          | 2 – 0                   | Гамбія                           | Відбір до Кубка африканських націй 2017     | -    |          |
| 23-3-2018  | Бакау       | Гамбія           | 1 – 1                   | Центральноафриканська Республіка | товариський матч                            | 1    |          |
| 8-9-2018   | Бакау       | Гамбія           | 1 – 1                   | Алжир                            | Відбір до Кубка африканських націй 2019     | 1    | 66'      |
| 12-10-2018 | Ломе        | Того             | 1 – 1                   | Гамбія                           | Відбір до Кубка африканських націй 2019     | 1    | 68'      |
| 16-10-2018 | Бакау       | Гамбія           | 0 – 1                   | Того                             | Відбір до Кубка африканських націй 2019     | -    |          |
| 18-11-2018 | Бакау       | Гамбія           | 3 – 1                   | Бенін                            | Відбір до Кубка африканських націй 2019     | -    | 44'      |
| 6-9-2019   | Бакау       | Гамбія           | 0 – 1                   | Ангола                           | Відбір до ЧС 2022                           | -    | 71'      |
| 10-9-2019  | Луанда      | Ангола           | 2 – 1                   | Гамбія                           | Відбір до ЧС 2022                           | 1    |          |
| 9-10-2019  | Джибуті     | Джибуті          | 1 – 1                   | Гамбія                           | Відбір до Кубка африканських націй 2021     | -    | 35'      |
| 12-10-2019 | Бакау       | Гамбія           | 1 – 1 д.ч. (3 – 2 п.п.) | Джибуті                          | Відбір до Кубка африканських націй 2021     | -    |          |
| 13-11-2019 | Луанда      | Ангола           | 1 – 3                   | Гамбія                           | Відбір до Кубка африканських націй 2021     | 2    | 81'      |
| 9-10-2020  | Паршал      | Гамбія           | 1 – 0                   | Республіка Конго                 | товариський матч                            | 1    |          |
| 25-3-2021  | Бакау       | Гамбія           | 1 – 0                   | Ангола                           | Відбір до Кубка африканських націй 2021     | 1    |          |
| 29-3-2021  | Кіншаса     | ДР Конго         | 1 – 0                   | Гамбія                           | Відбір до Кубка африканських націй 2021     | -    | 46'      |
| 5-6-2021   | Манавгат    | Гамбія           | 2 – 0                   | Нігер                            | товариський матч                            | -    | 46'      |
| 8-6-2021   | Манавгат    | Гамбія           | 1 – 0                   | Того                             | товариський матч                            | -    | 66'      |
| 11-6-2021  | Манавгат    | Косово           | 1 – 0                   | Гамбія                           | товариський матч                            | -    | 81'      |
| 9-10-2021  | Ель-Джадіда | Гамбія           | 1 – 2                   | Сьєрра-Леоне                     | товариський матч                            | 1    | 69'      |
| 12-10-2021 | Ель-Джадіда | Гамбія           | 2 – 1                   | Південний Судан                  | товариський матч                            | 2    |          |
| 12-1-2022  | Лімбе       | Мавританія       | 0 – 1                   | Гамбія                           | Кубок африканських націй 2021 - 1-й етап    | -    | 64'      |
| 16-1-2022  | Лімбе       | Гамбія           | 1 – 1                   | Малі                             | Кубок африканських націй 2021 - 1-й етап    | -    | 73'      |
| 24-1-2022  | Бафусам     | Гвінея           | 0 – 1                   | Гамбія                           | Кубок африканських націй 2021 - 1/8 фіналу  | -    | 72'      |
| 29-1-2022  | Дуала       | Гамбія           | 0 – 2                   | Камерун                          | Кубок африканських націй 2021 - чвертьфінал | -    | 85'      |
| 23-3-2022  | Яунде       | Чад              | 0 – 1                   | Гамбія                           | Відбір до Кубка африканських націй 2023     | -    | 60'      |
| 29-3-2022  | Агадір      | Гамбія           | 2 – 2                   | Чад                              | Відбір до Кубка африканських націй 2023     | 2    |          |
| 29-5-2022  | Дубай       | ОАЕ              | 1 – 1                   | Гамбія                           | товариський матч                            | -    | 60'      |
| 4-6-2022   | Тієс        | Гамбія           | 1 – 0                   | Південний Судан                  | Відбір до Кубка африканських націй 2023     | -    | 88'      |
| 8-6-2022   | Браззавіль  | Республіка Конго | 1 – 0                   | Гамбія                           | Відбір до Кубка африканських націй 2023     | -    | 71' 79'  |
| 20-11-2022 | Аксу        | Гамбія           | 0 – 0                   | Гвінея-Бісау                     | товариський матч                            | -    |          |
| 24-3-2023  | Бамако      | Малі             | 2 – 0                   | Гамбія                           | Відбір до Кубка африканських націй 2023     | -    |          |
| 28-3-2023  | Касабланка  | Гамбія           | 1 – 0                   | Малі                             | Відбір до Кубка африканських націй 2023     | -    | 88'      |
| 14-6-2023  | Ісмаїлія    | Південний Судан  | 2 – 3                   | Гамбія                           | Відбір до Кубка африканських націй 2023     | -    | 68'      |
| Усього     |             | Матчів           | 36                      |                                  | Голів                                       | 13   |          |

## Титули і досягнення
- Чемпіон Швейцарії (1):

«Цюрих»: 2021–22